# Samiilivka, Verhnii Rohaciîk
Samiilivka (în ucraineană Самійлівка) este localitatea de reședință a comunei Samiilivka din raionul Verhnii Rohaciîk, regiunea Herson, Ucraina.

## Demografie
Componența lingvistică a localității Samiilivka
     Ucraineană (95,54%)
     Rusă (3,14%)
     Alte limbi (0,17%)
Conform recensământului din 2001, majoritatea populației localității Samiilivka era vorbitoare de ucraineană (95,54%), existând în minoritate și vorbitori de rusă (3,14%) și armeană (1,16%).